# Auguste Marin
Pour les articles homonymes, voir Marin.
Ne doit pas être confondu avec Auguste Marin (poète belge).
Auguste Marin est un poète, dramaturge et romancier français et provençal, né le 1er octobre 1860 à Gémenos (Bouches-du-Rhône) et mort le 19 août 1904 à Marseille.

## Biographie
En 1889, Auguste Marin a fondé l'Armana marsihés (« l'almanach marseillais »).
Auguste Marin est enterré au Cimetière Saint-Pierre de Marseille.

## Citation
« Auguste Marin fut l'un des fondateurs et des chefs de l'école de Marseille.[...] Auguste Marin sut affirmer son caractère marseillais et, s'il garda vis-à-vis de l'école d'Avignon une certaine indépendance d'allure, il évita tout étroit particularisme et apporta à l'œuvre provençale l'ardeur de généreuses convictions en même temps qu'un talent d'écrivain tout à fait caractéristique. Pour se ranger aux côtés des grands maîtres du Félibrige contemporain, il lui a manqué, hélas! un plus grand nombre d'années à vivre. Il était né en 1860, dans la vallée de Gémenos, non loin d'Aubagne, calme pays de fraîcheur et d'ombre, aux bois humides, d'où s'érige le massif légendaire de la Sainte-Baume. »

— Margarido de Prouvènço, Anthologie du Félibrige provençal, 1924

## Publications
- Un amour de Musset, comédie en un acte en vers, 1880
- Les Chansons du large ; La Vie au soleil (Paysages et marines) ; Les Chansons de terre et de mer ; Sirventes de Provence, Paris, Dalou, 1888
- La Promise, pièce en un acte en vers, 1888
- Baiser mortel, pièce en un acte en vers, 1889
- Le Capitaine Valabran, pièce en prose, 1891
- L'Étoile des Baux, roman, 1891
- La Belle d'août, mœurs provençales, Paris, P. Ollendorff, 1897